# 갈색사슴쥐
갈색사슴쥐(Peromyscus megalops)는 비단털쥐과에 속하는 설치류의 일종이다. 멕시코에서만 발견된다. 1895년 멕시코 오아하카주 오졸로테펙 근처 산악지대에서 처음 발견되었다.